# Estación La Choza
La Choza es una estación de ferrocarril ubicada en el pequeño paraje del mismo nombre, en el Partido de General Las Heras, Provincia de Buenos Aires, Argentina.

## Historia
Fue construida por la Compañía General de Ferrocarriles en la Provincia de Buenos Aires en 1908, como parte de la vía que llegó a Rosario en ese mismo año.
En la década de 1980 Ferrocarriles Argentinos demolió la estación. Hoy sólo quedan escombros y los dos carteles nomencladores.
Actualmente circulan zorras de la Asociación Amigos del Belgrano utilizadas para la preservación de la traza. 
Desde 2023 circulan trenes de trabajo encargados de la renovación de vías y un cochemotor del servicio turístico de pasajeros Mercedes - Tomas Jofre.